# Daniel da Cruz Carvalho
Daniel da Cruz Carvalho (Lissabon, 2 november 1976), alias Dani, is een Portugees voormalig profvoetballer.

## Carrière
Dani is inmiddels gestopt met voetballen, maar was een bekende verschijning in het Europees voetbal. Hij begon zijn carrière bij Sporting Lissabon en speelde hieropvolgend voor verschillende Europese clubs als West Ham United (Engeland), AFC Ajax (Nederland), Benfica (Portugal) en Atlético Madrid (Spanje).
Ooit noemde Johan Cruijff hem 'het grootste talent van Ajax'. Hij had veel talent en volgens velen had hij, met de juiste instelling en begeleiding, een van de betere spelers ter wereld kunnen worden. Hij werd echter vaak gezien als een 'playboy' en 'probleemspeler'. Ook in zijn tijd bij Ajax stond hij erom bekend dat hij meer dan gemiddeld in het uitgaansleven te zien was.
Bij Ajax maakte Dani zijn debuut op 29 september 1996 tegen FC Twente. De Portugees speelde 72 wedstrijden voor de Amsterdamse club, waarin hij twaalf keer scoorde.
Hij maakte deel uit van het team van Portugal in 1996 dat vierde werd bij de Olympische Spelen in Atlanta, Georgia. Voor het hoofdelftal van Portugal kwam hij slechts negenmaal uit. Hij maakte zijn debuut op 12 december 1995 tegen Engeland (1-1). Zijn laatste interland speelde hij op 29 maart 2000, resulterend in een 2-1-overwinning op Denemarken.

## Afscheid
In 2003 besloot Dani weg te gaan bij het Spaanse Atlético Madrid. Hij had hier nog een doorlopend contract, maar doordat hij al maanden geen salaris meer kreeg, had hij er genoeg van. Hij probeerde nog een andere club te vinden, was nog even in beeld bij het Schotse Celtic FC waar hij het niet eens kon worden over een contract, maar hing uiteindelijk zijn kicksen aan de wilgen en was daarna op de Portugese televisie te zien als presentator.

## Carrièrestatistieken
| Seizoen         | Club                     |                    | Competitie       | Competitie | Competitie | Beker | Beker | Internationaal | Internationaal | Overig | Overig | Totaal | Totaal |
| Seizoen         | Club                     | Wed.               | Competitie       | Dlp.       | Wed.       | Dlp.  | Wed.  | Dlp.           | Wed.           | Dlp.   | Wed.   | Dlp.   |        |
| --------------- | ------------------------ | ------------------ | ---------------- | ---------- | ---------- | ----- | ----- | -------------- | -------------- | ------ | ------ | ------ | ------ |
| 1994/95         | Sporting Lissabon        | Vlag van Portugal  | SuperLiga        | 3          | 0          | ?     | ?     | 0              | 0              | —      | —      | 3      | 0      |
| 1995/96         | Sporting Lissabon        | Vlag van Portugal  | SuperLiga        | 7          | 0          | ?     | ?     | 2              | 0              | ?      | ?      | 9      | 0      |
| Club totaal     | Club totaal              | Club totaal        | Club totaal      | 10         | 0          | 0     | 0     | 2              | 0              | 0      | 0      | 12     | 0      |
| 1995/96         | → West Ham United (huur) | Vlag van Engeland  | Premier League   | 9          | 2          | 0     | 0     | —              | —              | —      | —      | 9      | 2      |
| Club totaal     | Club totaal              | Club totaal        | Club totaal      | 9          | 2          | 0     | 0     | 0              | 0              | 0      | 0      | 9      | 2      |
| 1996/97         | AFC Ajax                 | Vlag van Nederland | Eredivisie       | 17         | 4          | 1     | 0     | 5              | 3              | 0      | 0      | 23     | 7      |
| 1997/98         | AFC Ajax                 | Vlag van Nederland | Eredivisie       | 18         | 3          | 2     | 0     | 7              | 2              | —      | —      | 27     | 5      |
| 1998/99         | AFC Ajax                 | Vlag van Nederland | Eredivisie       | 18         | 1          | 1     | 0     | 6              | 0              | 1      | 0      | 26     | 1      |
| 1999/00         | AFC Ajax                 | Vlag van Nederland | Eredivisie       | 19         | 4          | 1     | 0     | 1              | 0              | 1      | 0      | 22     | 4      |
| Club totaal     | Club totaal              | Club totaal        | Club totaal      | 72         | 12         | 5     | 0     | 19             | 5              | 2      | 0      | 98     | 17     |
| 2000/01         | Benfica                  | Vlag van Portugal  | SuperLiga        | 5          | 0          | ?     | ?     | 0              | 0              | —      | —      | 5      | 0      |
| Club totaal     | Club totaal              | Club totaal        | Club totaal      | 5          | 0          | 0     | 0     | 0              | 0              | 0      | 0      | 5      | 0      |
| 2000/01         | Atlético Madrid          | Vlag van Spanje    | Segunda División | 19         | 4          | 4     | 1     | —              | —              | —      | —      | 23     | 5      |
| 2001/02         | Atlético Madrid          | Vlag van Spanje    | Segunda División | 37         | 6          | 0     | 0     | —              | —              | —      | —      | 37     | 6      |
| 2002/03         | Atlético Madrid          | Vlag van Spanje    | Primera División | 8          | 0          | 4     | 0     | —              | —              | —      | —      | 12     | 0      |
| Club totaal     | Club totaal              | Club totaal        | Club totaal      | 64         | 10         | 8     | 1     | 0              | 0              | 0      | 0      | 72     | 11     |
| Carrière totaal | Carrière totaal          | Carrière totaal    | Carrière totaal  | 160        | 24         | 13    | 1     | 21             | 5              | 2      | 0      | 196    | 30     |